# Ozarba subtilis
Ozarba subtilis är en fjärilsart som beskrevs av Emilio Berio 1966/67. Ozarba subtilis ingår i släktet Ozarba och familjen nattflyn. Inga underarter finns listade i Catalogue of Life.